# Lizzy van der Helm
Lizzy Josette van der Helm (* 1989 oder 1990 in Benthuizen) ist eine niederländische Fußballschiedsrichterin.
Van der Helm leitet seit der Saison 2017/18 Spiele in der Eredivisie.
Seit 2018 steht sie auf der Liste der FIFA-Schiedsrichter und leitet internationale Fußballspiele. Sie gehört zur Gruppe der UEFA-First-Category-Schiedsrichterinnen. 
Bei der U-19-Europameisterschaft 2022 in Tschechien leitete van der Helm zwei Gruppenspiele und das Halbfinale zwischen Norwegen und Frankreich (1:0).